# Códice Madrid 20486
El Códex de Madrid 20486 o Códice de Madrid 20486 (Madrid, Biblioteca Nacional, Mss. 20486) (Ma) es un manuscrito musical medieval del siglo XIII. Contiene obras polifónicas pertenecientes a la Escuela de Notre Dame de París.

## El manuscrito
Fue copiado alrededor de 1260. Hasta 1869, se conservó en el Archivo Capitular de la Catedral de Toledo (Toledo, Catedral, Biblioteca capitular, 33, 23) y, a partir de entonces, en la Biblioteca Nacional de Madrid. Es de origen desconocido; su localización en la Catedral de Toledo no prueba que fuera inicialmente copiado para su uso en aquel lugar. De hecho, no aparece en los inventarios de libros catedralicios hasta comienzos del siglo XVII. Durante mucho tiempo se creyó que provenía de Francia. Sin embargo, a partir de la comparación que el musicólogo español Higinio Anglès realizó entre éste códice y el Códice de las Huelgas, se llegó a la conclusión de que procedía como aquel de la península ibérica.
El manuscrito constituye una de las cuatro fuentes musicales que nos han llegado con el repertorio de Notre Dame (las otras tres son el manuscrito Wolfenbüttel 677 (W1), el Wolfenbüttel 1206 (W2) y el de la Biblioteca Laurenciana de Florencia Pluteus 29.1 (F)). El de Madrid, es un poco diferente a los otros tres. Además, no contiene algunos de los órganum a dos y tres voces emblemáticos del repertorio de Notre Dame, por lo que se le suele excluir como fuente principal del Magnus Liber. Cronológicamente se sitúa después de W1 y F y antes de W2.
Su tamaño es 166 x 115 mm. Es el más pequeño de los cuatro manuscritos con el repertorio de Notre Dame, si bien los márgenes fueron recortados en su encuadernación. Consta de 142 folios. Al realizar la encuadernación actual en el siglo XVIII, se añadieron otros tres folios al principio del manuscrito y otros tres al final. La numeración actual fue añadida a lápiz en 1907 por Wilhelm Meyer.
Según Anglès, en el manuscrito intervinieron tres copistas: 
- A: f. 1-3v,
- B: f. 5-24v,
- C: f. 25-142.

El fragmento en la parte inferior del f. 2 y el de la parte de arriba del f. 3v parece que se añadieron en el siglo XIV. Los folios 4-4v, 22-24v y 140-142 están en blanco, solo con las líneas de pentagrama trazadas.
La notación empleada es la típica notación cuadrada de la Escuela de Notre Dame. Las iniciales están escritas en azul o negro con el fondo en color rojo. Generalmente lleva 8 o 9 y a veces, incluso 10 pentagramas en color rojo por página.
Podemos dividir el códice en seis secciones:
- f. 1-4: 1 binión
- f. 5-24: 2 quiniones
- f. 25-65: 5 cuaterniones con una hoja añadida (f. 61)
- f. 66-106: 5 cuaternions con una hoja añadida (f. 105)
- f. 107-122: 2 cuaterniones
- f. 123-142: 2 quiniones

El último de los fascículos apenas es legible por efecto de la humedad.

## Contenido
Todas las obras son anónimas, excepto por los dos organum debidos a Perotín: «Viderunt omnes» y «Sederunt principes». Las formas representadas son las habituales del Ars antiqua: conductus, motete y organum. También se incluye el hoquetus In saeculum, sin texto.
Muchas de sus obras también se hallan en los tres manuscritos del repertorio de Notre Dame ya citados, así como en el Codex Las Huelgas. En realidad, son muy pocas las obras que se hallan en exclusiva en este códice. Una de las características del manuscrito es que algunas de las piezas comunes a otros códices aparecen aquí con menor número de voces. Así, muchas de las piezas que en otros códices aparecen como motetes, aquí aparecen sin la voz principal o tenor, con lo cual toman la forma de conductus.
A continuación se detallan las obras del manuscrito. Los códigos de la columna de «Concordancias» con otros manuscritos y fragmentos se especifican más abajo. Los de la columna de «Grabaciones» se especifican en la sección de «Discografía».
| N.º | Folio  | Obra                                                                                            | Voces | Forma musical | Concordancias | Comentarios | Grabaciones |
| --- | ------ | ----------------------------------------------------------------------------------------------- | ----- | ------------- | ------------- | --- | ----------- |
|     | 1      | Praeter rerum seriem                                                                            | 3     | conductus     |               | La música está incompleta |             |
|     | 2      | In saeculum                                                                                     | 2     |               |               | Tenor sin texto; al duplum le falta la música |             |
|     | 2v     | De gravi semineo quod patet colonis                                                             | 2     | conductus     |               | |             |
|     | 3v     | Forte tu morti mortem dedisti                                                                   | 3     | conductus     |               | Falta el tenor |             |
|     | 3v     | (Sin texto)                                                                                     | 3     |               |               | El tenor es de tema gregoriano del modo «protus» |             |
|     | 5      | De Stephani rosea Sanguine (tenor: Sederunt)                                                    | 3     | motete        |               | Falta el comienzo |             |
|     | 5v-12  | Adeste festina monas (sic) michi trina lux divina Deus meus salvum me fac propter misericordiam | 3     | conductus     |               | Rima sobre la oración de San Esteban. (Deus meus salvum me fac — fol. 11v — cuatro voces — posible verso de repetición)                                             |             |
|     | 12-12v | Tu dedisti carnem inusti                                                                        | 3     | conductus     |               | Probablemente es una estrofa de «Adeste festina monas michi trina lux divina»                                                                                       |             |
|     | 12v    | Tu pro me mori non horruisti                                                                    | 3     | conductus     |               | Probablemente es una estrofa de «Adeste festina monas michi trina lux divina»                                                                                       |             |
|     | 13     | Forti tu morti mortem dedisti                                                                   | 3     | conductus     |               | Falta el tenor. Probablemente es una estrofa de «Adeste festina monas michi trina lux divina»                                                                       |             |
|     | 13v    | Viderunt omnes                                                                                  | 4     | organum       |               | Compuesto por Perotín. El tenor es la entonación del gradual «Viderunt omnes» de la tercera misa de Navidad                                                         |             |
|     | 15     | Notum fecit Dominus salutare suum                                                               | 4     | organum       |               | Tenor del verso del gradual de la tercera misa de Navidad, «Viderunt omnes»                                                                                         |             |
|     | 17     | Sederunt principes                                                                              | 4     | organum       |               | Compuesto por Perotín. El tenor es el del gradual «Sederunt» de la fiesta de San Esteban                                                                            |             |
|     | 18     | Adiuva me Domine Deus meus                                                                      | 4     | organum       |               | El tenor es el del gradual «Sederunt» de la fiesta de San Esteban                                                                                                   |             |
|     | 21     | Mors [illi ultra non dominabitur] (tenor: Mors)                                                 | 4     | organum       |               | Tenor del alleluia «Christus resurgens ex mortuis», del domingo cuarto después de Pascua                                                                            |             |
|     | 25     | Fraude ceca desolato primo nostri generis                                                       | 2     | conductus     |               | |             |
|     | 27v    | Puer nobis est natus dum Deus humanatus                                                         | 2     | conductus     |               | | ALF         |
|     | 30v    | Relegata vetustate vetus homo renovetur. Benedicamus Domino                                     | 2     | conductus     |               | |             |
|     | 32v    | Deus creator omnium fecit quecumque voluit... Benedicamus Domino                                | 2     | conductus     |               | | BES         |
|     | 35     | Rori vitis genuine plantatoris germinat                                                         | 2     | conductus     |               | |             |
|     | 37     | Gaude virgo virginum ex qua lumen luminum                                                       | 2     | conductus     |               | |             |
|     | 38v    | Actor vite virgine natus mori voluit                                                            | 2     | conductus     |               | |             |
|     | 40     | Haec est dies triumphalis mundo grata perdito                                                   | 2     | conductus     |               | |             |
|     | 42     | Pater noster commiserans filiorum                                                               | 2     | conductus     |               | |             |
|     | 45     | Condimentum nostre spei caro nupta verbo Dei                                                    | 2     | conductus     |               | |             |
|     | 50v    | Orta dies celebris nobis dat in tenebris                                                        | 2     | conductus     |               | |             |
|     | 51     | Fulget in propatulo pax eterne glorie                                                           | 2     | conductus     |               | |             |
|     | 52     | Nescius deficere defectus ingreditur                                                            | 2     | conductus     |               | |             |
|     | 54v    | Beate virginis fecundat viscera                                                                 | 2     | conductus     |               | |             |
|     | 56v    | Memoremus et amemus magnalia                                                                    | 2     | conductus     |               | |             |
|     | 58     | Rex aeterne glorie mundo natus hodie                                                            | 2     | conductus     |               | |             |
|     | 59v    | Ave Maria gratia plena Dominus tecum                                                            | 2     | conductus     | HUE           | |             |
|     | 60v    | O qui fontem gratie captivus regeras                                                            | 2     | conductus     |               | |             |
|     | 63     | Nulli beneficium iuste penitudinis (sic)                                                        | 2     | conductus     |               | |             |
|     | 63v    | Virtute non sanguine decet uti sub honorum culmine                                              | 2     | conductus     |               | |             |
|     | 64     | Cui Magis commutatur ab eo plus erigitur                                                        | 2     | conductus     |               | |             |
|     | 65     | Age penitemtiam memor unde cecideris                                                            | 2     | conductus     |               | |             |
|     | 66     | Frater cum perspicias ut habitias                                                               | 2     | motete        |               | Falta el tenor |             |
|     | 67v    | Adest annus iubileus annus in quo nobis Deus nascitur                                           | 2     | conductus     |               | Seis estrofas |             |
|     | 68     | Caelum cepit inclinari globo splendens                                                          | 2     | conductus     |               | |             |
|     | 68v    | Fornicatrix accusatur terra sancta consignatur                                                  | 2     | conductus     |               | |             |
|     | 69     | Austro terris influente surgens cedit aquilo                                                    | 2     | conductus     |               | |             |
|     | 69v    | Innovatur terra vetus novo more germinans                                                       | 2     | conductus     |               | |             |
|     | 70     | Serpens dirus exturbatur                                                                        | 2     | conductus     |               | |             |
|     | 71     | Magnificat anima mea Dominum qui iudicat                                                        | 2     | conductus     |               | |             |
|     | 74v    | Flos de spina procreatur et flos flore fecundator                                               | 2     | conductus     | HUE           | | ALF         |
|     | 74v    | Quod promisit ab eterno die solvit hodierno                                                     | 2     | conductus     | HUE           | |             |
|     | 78     | Hac in die Gedeonis                                                                             | 2     | conductus     |               | |             |
|     | 79v    | Leo bos et aquila regalis                                                                       | 2     | motete        |               | |             |
|     | 81     | Ortu regis evanescit legis nubes                                                                | 2     | conductus     |               | |             |
|     | 82v    | Aeris Hiems eternalis elargitur divitias                                                        | 2     | conductus     |               | |             |
|     | 83     | Educ Sion ubérrimas velut torrente lacrimas                                                     | 2     | conductus     |               | |             |
|     | 83v    | Ad corpus infirmitas capitis descendit                                                          | 2     | conductus     |               | |             |
|     | 85v    | Ex oliva remensium fons                                                                         | 2     | conductus     |               | |             |
|     | 86     | Fons alias exaruit sed aqua viva                                                                | 2     | conductus     |               | |             |
|     | 87     | Ergo reus confiteor Deo semperque virgini matri Marie                                           | 2     | conductus     |               | |             |
|     | 89     | Scrutator alme ordium lumen verum de lumine                                                     | 2     | conductus     |               | |             |
|     | 90v    | Laude presul in Domino multipliciter                                                            | 2     | conductus     |               | |             |
|     | 92     | Gloria in excelsis Deo redemptori meo galileo                                                   | 2     | conductus     |               | |             |
|     | 93     | Alleluia. Expositum laudare invisibilem                                                         | 2     | organum       |               | |             |
|     | 93v    | Ergo sit gloria Patri et Filio et sit laus tercia                                               | 2     | conductus     |               | |             |
|     | 94     | Sursum corda elevare dulci corda resonante                                                      | 2     | conductus     |               | |             |
|     | 95     | Sanctus Sanctus Sanctus cantus est sanctorum angelorum                                          | 2     | conductus     |               | |             |
|     | 96     | Ergo agnus veri Dei magne magnus dator spei                                                     | 2     | conductus     | HUE           | |             |
|     | 97     | O crux ave spes unica signum muttibus (sic) mitte                                               | 2     | conductus     |               | |             |
|     | 98     | Ergo per signum crucis per signum summi ducis                                                   | 2     | conductus     |               | |             |
|     | 99     | Alma redemptoris mater que pervia celi                                                          | 2     | conductus     |               | |             |
|     | 100v   | Salve sancta parens enixa puerpera regem                                                        | 2     | conductus     |               | |             |
|     | 101    | Consequens antecedente destructo                                                                | 2     | conductus     |               | |             |
|     | 102    | Adveniam perveniam si veniam cum oleo                                                           | 2     | motete        |               | Falta el tenor |             |
|     | 104    | Hodie Maria concurrunt laudi mentes (tenor: Et florebit)                                        | 3     | motete        |               | DSM |             |
|     | 104    | O celeste vox hodie solemnia                                                                    | 3     | organum       |               | Falta el tenor |             |
|     | 104v   | Mors morsu nato venato (tenor: Mors)                                                            | 2     | motete        |               | |             |
|     | 105    | Ave Maria bone letitie virgo pura                                                               | 2     | motete        |               | Falta el tenor |             |
|     | 105v   | Ad celi sublimia et promissa gaudia (tenor: Et regnabit)                                        | 2     | motete        | HUE           | Falta el tenor |             |
|     | 106    | Deo confitemini qui sua clementia (tenor: Domino)                                               | 3     | motete        | HUE           | Falta el tenor y está incompleto |             |
|     | 107    | Naturas Deus regulis certis astringi statuit                                                    | 2     | conductus     |               | |             |
|     | 109v   | Relegentur ab arca fidelis conscientie                                                          | 2     | conductus     |               | |             |
|     | 110v   | Transgressus legem Domini quam dedit Deus                                                       |       | conductus     |               | |             |
|     | 111v   | Salvatoris hodie sanguis pregustatur                                                            | 2     | conductus     |               | |             |
|     | 113    | Ave maris stella virgo decus virginum                                                           | 2     | conductus     | HUE(3v)       | |             |
|     | 114    | Die Christi veritas dic cara raritas                                                            | 2     | conductus     |               | |             |
|     | 115    | Presul nostri temporis patrie presidium                                                         | 2     | conductus     |               | |             |
|     | 116    | Pater noster qui es in celis                                                                    | 2     | conductus     |               | |             |
|     | 117v   | Mater patris et filia mulierum letitia                                                          | 2     | conductus     | HUE(3v)       | |             |
|     | 119    | De monte lapis scinditur mirabili miraculo                                                      | 2     | conductus     |               | |             |
|     | 119v   | Serena virginum lux luminum... Benedicamus Domino                                               | 2     | conductus     |               | Falta el tenor |             |
|     | 122v   | In saeculum                                                                                     | 3     | hoquetus      |               | Sin texto. Algunos consideran que es la versión original a la que se refiere Anónimo IV, cuando dice que lo compuso un compositor español (quidam hispanus fecerat) | ALF         |
|     | 123    | Parit preter morem creata creatorem                                                             |       | conductus     | HUE           | |             |
|     | 124    | Procurans odium effectum proprius vir                                                           | 2     | conductus     |               | |             |
|     | 124v   | Ne sedeas fortis ad aleas sed transeas                                                          | 2     | motete        |               | Falta el tenor | BES, ALF    |
|     | 125v   | Gratuletur populus                                                                              | 2     | motete        |               | Falta el tenor |             |
|     | 126    | Homo quo vigeas vide Dei fidei                                                                  | 2     | motete        |               | Falta el tenor | BES, ALF    |
|     | 126v   | Flos de spina rumpitur spina caret                                                              | 2     | motete        |               | Falta el tenor |             |
|     | 127v   | Ad solitum vomitum ne redeas                                                                    | 2     | motete        |               | Falta el tenor |             |
|     | 127v   | Si mundus viveret mundus pecunia                                                                | 2     | conductus     |               | |             |
|     | 128    | Qui servare puberem vagam                                                                       | 2     | conductus     |               | | BES         |
|     | 129    | Formam hominis in aula virginis                                                                 | 2     | conductus     |               | |             |
|     | 129v   | Veri floris sub figura quem produxit radix pura                                                 | 2     | conductus     | TOR           | DSM |             |
|     | 130    | Isaías cecinit                                                                                  |       | conductus     | TOR           | El tenor pertenece a la secuencia «Laetabundus» |             |
|     | 130v   | Mens fidem seminat fides spem                                                                   | 2     | motete        |               | Falta el tenor |             |
|     | 131v   | Alta bovi et leoni aquile volanti                                                               | 3     | motete        | HUE           | Falta el tenor |             |
|     | 132    | O quam sancta benigna fulget mater salvatoris                                                   | 2     | motete        |               | Falta el tenor |             |
|     | 132    | Spes única                                                                                      | 2     | motete        |               | Falta el tenor |             |
|     | 132v   | Hipocrite pseudo pontífices ecclesie duri carnifices                                            | 2     | motete        |               | Falta el tenor |             |
|     | 133    | Veni vena venie vite via (tenor: Et in fines)                                                   | 3     | motete        | HUE           | |             |
|     | 135    | Divinarum scripturarum latens tegmine (tenor: Filia)                                            | 2     | motete        | HUE           | |             |
|     | 135v   | Mereas hic die viam patrie                                                                      | 2     | motete        |               | |             |
|     | 136v   | Dominus glorie resurgens hodie mortem                                                           | 2     | motete        |               | |             |
|     | 136v   | Omnipotens fecit grandia mirabilia                                                              | 2     | motete        | HUE           | | UNI         |
|     | 137    | Ioanne Elizabeth gravida visitatur a Maria                                                      | 2     | motete        |               | |             |
|     | 137    | Ovibus pastoris                                                                                 | 2     | motete        |               | | UNI         |
|     | 137v   | Ave gloriosa plena gratie                                                                       | 2     | motete        |               | |             |
|     | 138    | Salve sancta parens patrie                                                                      | 2     | conductus     |               | |             |
|     | 139    | Novus miles sequitur viam novi regis                                                            | 2     | conductus     | HUE           | Incompleto | BES         |

Concordancias con otros manuscritos y fragmentos:
- [HUE] — Codex Las Huelgas (Burgos, Monasterio de Las Huelgas, Codex IX)
- [TOR] — Tortosa, Archivo de la Catedral, Ms. 97

## Discografía
- 1997 — [ALF] Códice de Madrid. Grupo de Música Alfonso X el Sabio. Luis Lozano Virumbrales. Polifonistas de Barcelona. Sony «Hispanicá» SK 60 074.
- 1999 — [UNI] Unica Hispaniae. Alia Mvsica. Miguel Sánchez. Harmonia Mundi HMI 987021.
- 2002 — [BES] Bestiario de Cristo. Alia Mvsica. Miguel Sánchez. Harmonia Mundi HMI 987033.
- 2002 — [AN4] La bele Marie. Songs to the Virgin from 13th-century France. Anonymous 4. Harmonia Mundi HMU 90 7312.
- 2018 — [DSM] De Santa María. Músicas a la Virgen en la Baja Edad Media. Aquel Trovar. Fonoruz CDF 2789.